# میهالی کاتا
میهالی کاتا (انگلیسی: Mihály Kata؛ زادهٔ ۱۳ آوریل ۲۰۰۲) بازیکن فوتبال اهل مجارستان است.
از باشگاه‌هایی که در آن بازی کرده‌است می‌توان به باشگاه فوتبال ام‌تی‌کی بوداپست اشاره کرد.
وی همچنین در تیم‌های ملی فوتبال زیر ۲۱ سال مجارستان و مجارستان بازی کرده‌است.